# European Citizen’s Initiative Stop Extremism
European Citizen’s Initiative Stop Extremism (Eigenschreibweise: STOP EXTREMISM) ist eine europäische Bürgerinitiative, die nach eigenen Angaben alle Menschen in der Europäischen Union vor den negativen Konsequenzen von Extremismus – egal welcher Art – schützen soll. Um diesen Schutz zu erreichen, hat Stop Extremism einen Vorschlag für eine Anti-Extremismus-Richtlinie ausgearbeitet und diesen der Europäischen Kommission vorgelegt. Im Zuge der Abu Dhabi Secrets wurde bekannt, dass hinter dieser Initiative der Geheimdienst der Vereinigten Arabischen Emirate steckte.

## Geschichte
Die Bürgerinitiative wurde im Frühjahr 2017 gegründet, am 12. Juni 2017 von der Europäischen Kommission unter der Nummer ECI(2017)000007 registriert und am 3. Juli 2017 bei einer gemeinsamen Pressekonferenz der Initiatoren Seyran Ateş, Efgani Dönmez und Sebastian Reimer in Berlin präsentiert. Sitz des Vereins ist Linz.
Unterstützt wurde die Initiative vom in Wien wohnhaften PR-Berater und Sprecher der Initiative Michael Laubsch.
2018 war die Initiative auf Einladung von Europaabgeordneten Lukas Mandl (EVP) zu Gast im Europaparlament. Anwesend waren Seyran Ates, Michael Laubsch und Sebastian Reimer.
2018 stellte Sebastian Reimer auf einer nicht öffentlich zugänglichen Konferenz zum Thema „europäische Werte“ des ehemaligen österreichischen Innenministers Herbert Kickl (FPÖ) die Initiative vor. Im Voraus hatte Oskar Deutsch, Präsident der Israelitischen Kultusgemeinde, seine Teilnahme abgesagt, da er nicht an einer Konferenz teilnehmen wollte, die Kickl eröffne. Im Anschluss an der Konferenz, die sich gegen Antisemitismus und den „Politischen Islam“ gerichtet haben soll, dankte Herbert Kickl Susanne Schröter in einer Aussendung.
Bis zum 12. Juni 2018 sollten – gemäß den Vorgaben für Europäische Bürgerinitiativen – in sieben Mitgliedstaaten der EU eine Million Unterschriften gesammelt werden, damit der Entwurf einer Anti-Extremismus-Richtlinie europäisches Gesetz werden kann.
Im Oktober 2018 erhielten Michael Laubsch und Seyran Ates im Namen von Stop Extremism den SME Star Awards 2018. Nominiert wurden sie von Monika Hohlmeier (CSU) und Claudia Schmidt (ÖVP).
2023 wurde bekannt, dass die EU-Kommission weitere Unterlagen zur Finanzierung von den Initiatoren eingefordert hat.
Finanzierung
Am 12. Juni 2018 wurde die Sammlung erfolgreich abgeschlossen, insgesamt wurden 241.989 Euro eingeworben. Zu den Spendern zählen Seyran Ates (10 000 Euro), Efgani Dönmez (10 000 Euro), der ÖVP-nahe Unternehmer Walter Schnauder (20 800 Euro), Michael Laubsch (43 700 Euro) und die Initiative Liberaler Muslime Österreichs (20 000 Euro).

## Hintergrund
Der Vorschlag für eine Anti-Extremismus-Richtlinie basiert im Wesentlichen auf der Idee, dass zwischenmenschliches Vertrauen und Bildung vor Extremismus geschützt werden müssen, weil
- gegenseitiges Vertrauen zu Wohlstand führt[16][17][18][19][20][21] und
- Bildung die beste Prävention gegen Arbeitslosigkeit darstellt.[22][23]

Laut TESAT, dem Terror-Trendreport von Europol, kam es im Jahr 2016 zu 1.002 Verhaftungen im Zusammenhang mit extremistisch motivierten Straftaten. Die Zahl von geplanten, vereitelten und durchgeführten extremistisch motivierten Anschlägen lag in Europa bei 142, die meisten davon ereigneten sich in Großbritannien (76) und Frankreich (23), dann folgen Italien (17), Spanien (10), Griechenland (6), Deutschland (5), Belgien (4) und die Niederlande (1). 47 Terroranschläge konnten innerhalb der EU in diesem Zeitraum nicht verhindert werden und richteten großes menschliches Leid und großen volkswirtschaftlichen Schaden an.

## Ziele
Die vorgeschlagene Anti-Extremismus-Richtlinie soll sicherstellen, dass das für das reibungslose Funktionieren des Binnenmarktes erforderliche gegenseitige Vertrauen erhalten bleibt und nicht von natürlichen oder juristischen Personen, Unternehmen, gemeinnützigen oder sonstigen Einrichtungen, die Extremismus unterstützen, beseitigt werden kann. Um das zu erreichen, sollen Personen und Einrichtungen, die Extremismus unterstützen, einerseits keine Vergünstigungen aus öffentlichen Mitteln erhalten und andererseits ihre Finanzierungsquellen transparent darlegen. Außerdem sollen besondere Schutzmaßnahmen für Arbeitnehmer und Familienmitglieder vorgesehen werden.

## Die vorgeschlagene Anti-Extremismus-Richtlinie
Die Bedeutung von Stop Extremism und der vorgeschlagenen Anti-Extremismus-Richtlinie liegt vor allem darin, dass
- erstmals eine europaweit einheitliche Definition von Extremismus auf Ebene des Sekundärrechts erfolgt, um die Ausnützung von Auslegungsunterschieden („Schlupflöchern“) zu stoppen;[38]
- eine europaweite Warnliste zum Schutz von Schulen, Kindergärten, Behörden, Gerichten und Krankenhäusern vor Extremist/inn/en eingeführt wird;
- die Definition von Extremismus – nach der Anti-Extremismus-Richtlinie – auf der EU-Grundrechtecharta, insbesondere deren Art. 54, aufbaut;
- die Finanzierung von Extremismus aus dem Ausland verboten wird;[39]
- ein durchsetzbares Recht auf Bildung (bzw. Schadenersatz) für Familienmitglieder von Extremisten eingeführt wird;
- die Verbreitung extremistischer Inhalte verboten wird;
- erstmals ein gesamtheitlicher Ansatz zur Verhinderung von Extremismus auf europäischer Ebene vorgesehen wird, etwa durch den Aufbau eines europaweiten Gütesiegels („Extremismus-frei“) für den Europäischen Binnenmarkt.

Bisher wurden 47 europäische Bürgerinitiativen von der Europäischen Kommission registriert. In zehn Fällen wurden dabei auch Vorschläge für Rechtsakte vorgelegt. Die von Stop Extremism vorgelegte Anti-Extremismus-Richtlinie ist mit 40 Seiten in der deutschen Sprachfassung, die bisher – mit Abstand – umfangreichste Vorlage eines Rechtsaktes im Rahmen einer Europäischen Bürgerinitiative. Sie baut auf bestehendem Unionsrecht, wie etwa der Datenschutz-Grundverordnung, den Anti-Diskriminierungs-Richtlinien oder dem Rahmenbeschluss 2008/913/JI zur strafrechtlichen Bekämpfung bestimmter Formen und Ausdrucksweisen von Rassismus und Fremdenfeindlichkeit, auf und ergänzt bzw. erweitert dieses. Aus dem Anti-Diskriminierungsrecht der Europäischen Union wurde beispielsweise die Beweislastumkehr bei den Schadenersatzansprüchen übernommen. Zusätzlich sollen die Schadenersatzansprüche – z. B. von Familienmitgliedern – gegen Extremisten dadurch erleichtert werden, dass der Anspruch auf Schadenersatz mindestens vier Mediangehälter beträgt, d. h. in der Europäischen Union im Jahr 2015, im Schnitt ca. 57.800 Euro.

## Kritik
Der Standard berichtete über eine unklare Finanzierung und Verbindungen zu den Vereinigten Arabischen Emiraten. Zudem soll der EU-Kommission ein zu niedriges Budget gemeldet worden sein. In internen Chatnachrichten ist zu lesen, dass vor allem gegen die Türkei, Katar und die Muslimbrüderschaft gearbeitet werden soll. Saudi-Arabien soll explizit nicht genannt werden. In Chatnachrichten heißt es explizit: „Katar = bad, Türkei = bad, Saudis = good.“
Laut Daniel Bax ist Stop Extremism auf die Rivalität zwischen den Vereinigten Arabischen Emiraten und Katar zurückzuführen, diese Einschätzung teilt auch James M. Dorsey.
Alan Posener bezeichnete die Initiative als Versuch unter dem Slogan ‚wehrhafte Demokratie‘ die „Demokratie aus den Angeln“ zu heben und als „Plan, einen europäischen McCarthyismus zu begründen“.
Drahtzieher von Stop Extremism ist der Verein Österreichische Gesellschaft für Politikanalyse, dessen Leiter an der Universität Abu Dhabi gearbeitet hat und nun Regierungsberater ist. Von der Kampagne dieser Bürgerinitiative war auch der Politikwissenschaftler Farid Hafez betroffen.
Für diese Initiative wurde auch auf der Website des Österreichischen Integrationsfonds geworben: „Die Wortwahl der Themen auf der Startseite des Integrationsfonds stimmt auffallend überein mit den Kurz’schen Statements und Presseaussendungen: […] ‚Europäische Bürgerinitiative: Schutz vor Extremismus‘ lauten die Schlagzeilen.“

## Personen
Initiatoren waren der österreichische Ex-Abgeordnete zum Bundesrat Efgani Dönmez, die Berliner Autorin und Anwältin Seyran Ateş und der Jurist Sebastian Reimer. Zahlreiche Unterstützer und Fürsprecher, wie der Religionspädagoge Mouhanad Khorchide, die Ethnologin Susanne Schröter, die Menschenrechtlerin Saïda Keller-Messahli, der deutsch-israelische Autor Ahmad Mansour, Necla Kelek und die Journalistin Düzen Tekkal, konnten für die Bewegung gewonnen werden. In internen Unterlagen wird Heiko Heinisch als möglicher Unterstützer gelistet. Sprecher war Michael Laubsch.